# Hopjutters Triple Hop
Hopjutters Triple Hop is een Belgisch bier. Het wordt gebrouwen door Brouwerij De Graal te Brakel voor De Hopjutters uit Stabroek.
Hopjutters Triple Hop is een blonde India Pale Ale met een alcoholpercentage van 7,3%. De bitterheid wordt gecreëerd door het gebruiken van 3 soorten hop en via dry hopping.

## Prijzen
- Brussels Beer Challenge 2012 - Zilveren medaille in de categorie Pale&Amber-Ale: Strong Blonde/Golden Ale